# Vorbereitung der Fälschung von Geld und Wertzeichen
Die Vorbereitung der Fälschung von Geld und Wertzeichen ist ein Vergehen des deutschen Strafrechts und wird in § 149 StGB geregelt.

## Normierung und Schutzgut
1. Platten, Formen, Drucksätze, Druckstöcke, Negative, Matrizen, Computerprogramme oder ähnliche Vorrichtungen, die ihrer Art nach zur Begehung der Tat geeignet sind,
2. Papier, das einer solchen Papierart gleicht oder zum Verwechseln ähnlich ist, die zur Herstellung von Geld oder amtlichen Wertzeichen bestimmt und gegen Nachahmung besonders gesichert ist, oder
3. Hologramme oder andere Bestandteile, die der Sicherung gegen Fälschung dienen,
herstellt, sich oder einem anderen verschafft, feilhält, verwahrt oder einem anderen überlässt, wird, wenn er eine Geldfälschung vorbereitet, mit Freiheitsstrafe bis zu fünf Jahren oder mit Geldstrafe, sonst mit Freiheitsstrafe bis zu zwei Jahren oder mit Geldstrafe bestraft.
(2) Nach Absatz 1 wird nicht bestraft, wer freiwillig
1. die Ausführung der vorbereiteten Tat aufgibt und eine von ihm verursachte Gefahr, dass andere die Tat weiter vorbereiten oder sie ausführen, abwendet oder die Vollendung der Tat verhindert und
2. die Fälschungsmittel, soweit sie noch vorhanden und zur Fälschung brauchbar sind, vernichtet, unbrauchbar macht, ihr Vorhandensein einer Behörde anzeigt oder sie dort abliefert.
Der Straftatbestand der Vorbereitung der Fälschung von Geld und Wertzeichen dient dem Interesse der Allgemeinheit daran, dass Sicherheit und Zuverlässigkeit im Umgang mit Geld und Wertzeichen im Rechtsverkehr gewährleistet werden. Abs. 1 Nr. 3 dieser Vorschrift, der das Vorbereiten des Fälschens von Hologrammen und anderen Bestandteilen, die der Sicherung gegen Fälschungen dienen, unter Strafe stellt, wurde mit Einführung des Euros in den Straftatbestand aufgenommen.

## Objektiver Tatbestand

### Vorbereitungshandlung
Unter Strafe stehen Vorbereitungshandlungen; von Abs. 1 Nr. 1 erfasst sind Vorrichtungen, die zur Herstellung von Fälschungen geeignet sind. Hierbei ist entscheidend, dass sie nach ihrer Art unmittelbar zu einer rechtswidrigen Fälschung von Geld oder Wertzeichen geeignet sind. Tatobjekt können beispielsweise Druckplatten oder Matrizen sein.

### Computerprogramme
Auch Computerprogramme können als Tatmittel angesehen werden. Entscheidend ist hierbei allerdings, dass das Programm selbst oder ein vom Täter für dieses heruntergeladene Plugin explizit zur Fälschung gedacht ist, einfache Bildbearbeitungsprogramme und Software zur Bedienung von Druckern sind von der Vorschrift nicht erfasst.

### Papier
Papier und papierähnliche Stoffe (Abs. 1 Nr. 2) sind all jene Arten von Papier und ähnlichem Material, die dem zur Herstellung von Geld oder Wertzeichen gleichen oder stark ähneln. In letzterem Fall ist für die Prüfung die Erkennbarkeit für einen objektiven Dritten entscheidend; der „durchschnittliche Verbraucher“ (so der BGH) muss das Tatmittel für authentisch halten.

### Hologramme und andere Sicherungsbestandteile
Hologramme und andere Sicherungsbestandteile sind von Abs. 1 Nr. 3 erfasst. Als Hologramm gilt eine beschichtete Folie, welche in der Lage ist, ein dreidimensionales Bild wiederzugeben. Andere Sicherungsbestandteile sind all jene Dinge, die geeignet sind, die Fälschungssicherheit zu erhöhen und auch tatsächlich bei Geld und amtlichen Wertzeichen verwendet werden, wie bspw. das Wasserzeichen eines Euro-Scheins oder ein Sicherheitsstreifen.

### Tathandlungen
Als Tathandlung werden das Herstellen, Verschaffen, Freihalten, Verwahren und Überlassen genannt. Herstellen meint die Fertigstellung eines gebrauchsfertigen Fälschungsmittels; Verschaffen ist das willentliche Erlangen des Besitzes an einem Tatmittel; Freihalten bedeutet Bereitstellung eines Tatmittels für einen Dritten oder zum Verkauf; Verwahren bezeichnet das wissentliche Besitzen; Überlassen meint das passive Verschaffen für einen Dritten.

## Subjektiver Tatbestand
Der dolus eventualis ist erforderlich, Absicht ist nicht zwingend vorausgesetzt. Um den Vorsatz bejahen zu können, muss sich dieser insbesondere auf die Eignung, Ähnlichkeit bzw. Sicherungseigenschaft der unter Abs. 1 Nr. 1–3 bezeichneten Gegenstände erstrecken.
Bei der Strafzumessung ist zu berücksichtigen, welche Folgen die geplante Tat gehabt hätte. Die Einziehung von Fälschungsmitteln ist möglich.

## Versuch und Tätige Reue
Der Versuch ist nicht strafbewehrt, die Strafbarkeit beginnt mit der Vorbereitungshandlung zur Folgetat. Ein freiwilliger Rücktritt von der Tat ist möglich, gleichwohl sind die allgemeinen Regeln zum Rücktritt nicht anzuwenden. Der Täter muss freiwillig und endgültig die Ausführung der Tat aufgeben, sicherstellen, dass Dritte seine vorbereitete Tat nicht fortführen können, und Fälschungsmittel in seinem Besitz unbrauchbar machen. Bei der Verhinderung der Fortführung durch Dritte ist es für den Rücktritt ausreichend, wenn der Täter sich hierum ernstlich bemüht.

### Monografien
- Fischer Kommentar zum Strafgesetzbuch mit Nebengesetzen, § 149
- Erb Münchener Kommentar zum Strafgesetzbuch, Bd. 3 § 149
- Kudlich/Ruß Leipziger Kommentar zum Strafgesetzbuch, Bd. 9 § 149
- Sternberg-Lieben Kommentar zum Strafgesetzbuch, § 149
- Blohm Online-Kommentar zum Wirtschaftsstrafrecht, § 149 StGB
- Wiete Darstellung der BGH Rechtsprechung in Strafsachen, § 149 StGB

### Zeitschriften und Entscheidungssammlungen
- BGH in NStZ 94, 124
- NStZ-RR 11, 367
- RGSt 59, 217
- BGH wistra 04, 265